# Theodor Böhme
Theodor Böhme (* 4. Juni 1898 in Radebeul; † 31. Juli 1980 in Wolfratshausen) war ein deutscher Unternehmer und Politiker.

## Leben
Böhme war ein Sohn des Chemikers und Fabrikanten Richard Böhme und dessen Ehefrau Ida, geb. Becker. Nach Schulbesuch und Kriegsdienst, den er 1916 bis 1918 als Leutnant der Reserve ableistete, begann er zum Wintersemester 1918/19 mit dem Studium der Philosophie und Theologie an der Universität Leipzig. Vom Wintersemester 1919/20 bis Sommersemester 1920 studierte er Rechts- und Wirtschaftswissenschaften an der Universität Tübingen, dann Volkswirtschaft an der Handelshochschule in Leipzig. Am 25. April 1923 bestand er die Diplomprüfung für Kaufleute. 1930 wurde er bei Carl Johannes Fuchs mit einer Arbeit über Die christlich-nationale Gewerkschaft. Ihr Werden, Wesen und Wollen zum Dr. rer. pol. promoviert.
Ostern 1926 trat Böhme in die väterliche Firma A. Th. Böhme in Dresden ein, die Hilfsmittel zur Veredelung von Textilien und Leder produzierte und in den folgenden Jahren in die Tschechoslowakei expandierte. Bei Kriegsende waren weite Teile der Produktionsanlagen in Dresden zerstört. Die Schwesterfirmen in der Tschechoslowakei wurden enteignet. Böhme errichtete 1946 in Hilpoltstein unter der Bezeichnung Dr. Th. Böhme KG, chem. Fabrik ein neues Werk, das im Mai 1949 nach Geretsried verlegt wurde. 1972 wurde die Firma in eine GmbH & Co KG umgewandelt. Böhme blieb bis zu seinem Tod Hauptgeschäftsführer.

## Politik
Von April bis Oktober 1933 war Böhme in Sachsen Landtagsabgeordneter für den Christlich-Sozialen Volksdienst. Später gehörte er dem Gemeinderat in Geretsried und dem Kreisrat in Wolfratshausen an.

## Sonstiges
Böhme war Mitglied des Landesbruderrats der Bekennenden Kirche in Sachsen und nach dem Zweiten Weltkrieg Mitglied der evangelischen Landessynode in Bayern. Er war Mitglied und zuletzt Ehrenmitglied der Vollversammlung der Industrie- und Handelskammer München, Finanzrichter im 1. Senat des Finanzgerichts München und Mitglied im Ältestenrat des Vereins der Bayerischen Chemischen Industrie e. V.
In Wolfratshausen war Böhme Gründungsmitglied des Rotary-Clubs Wolfratshausen/Isartal.